# Campionati mondiali di nuoto in vasca corta 2024 - Staffetta mista 4x100 metri misti
La gara della staffetta 4x100 metri misti dei campionati mondiali di nuoto in vasca corta 2024 si è svolta il 14 dicembre 2024 presso la Duna Aréna di Budapest.

## Podio
| Pos.    | Nazione     | Atleta |
| ------- | ----------- | --- |
| Oro     | NAB         | Miron Lifincev Kirill Prigoda Arina Surkova Daria Klepikova Pavel Samusenko Alexander Zhigalov Daria Trofimova |
| Argento | Stati Uniti | Regan Smith Lilly King Dare Rose Jack Alexy Shaine Casas AJ Pouch Alex Shackell Alexandra Walsh                |
| Bronzo  | Canada      | Ingrid Wilm Finlay Knox Ilya Kharun Mary-Sophie Harvey Blake Tierney Sophie Angus Penny Oleksiak               |

## Programma
| Data             | Ora   | Turno    |
| ---------------- | ----- | -------- |
| 14 dicembre 2024 | 11:53 | Batterie |
| 14 dicembre 2024 | 19:14 | Finale   |

## Risultati

### Batterie
| Pos. | Batteria | Corsia | Nazione                       | Atleta | Tempo        | Note |
| ---- | -------- | ------ | ----------------------------- | --- | ------------ | ---- |
| 1    | 5        | 4      | Stati Uniti                   | Shaine Casas (50"04) AJ Pouch (56"76) Alex Shackell (55"70) Alexandra Walsh (51"80)                                                   | 3'34"30      | Q    |
| 2    | 5        | 5      | Australia                     | Iona Anderson (56"29) Joshua Yong (56"46) Matthew Temple (48"84) Milla Jansen (52"72)                                                 | 3'34"31      | Q    |
| 3    | 5        | 3      | Paesi Bassi                   | Maaike de Waard (56"66) Caspar Corbeau (56"69) Nyls Korstanje (49"75) Milou van Wijk (52"20)                                          | 3'35"30      | Q    |
| 4    | 4        | 5      | Canada                        | Blake Tierney (50"48) Sophie Angus (1'03"89) Finlay Knox (49"96) Penny Oleksiak (51"97)                                               | 3'36"30      | Q    |
| 5    | 4        | 3      | Gran Bretagna                 | Oliver Morgan (50"83) Angharad Evans (1'03"64) Joshua Gammon (50"16) Eva Okaro (51"76)                                                | 3'36"39      | Q    |
| 6    | 1        | 4      | NAB                           | Pavel Samusenko (50"30) Aleksandr Zhigalov (56"84) Arina Surkova (56"95) Daria Trofimova (52"31)                                      | 3'36"40      | Q    |
| 7    | 5        | 1      | Spagna                        | Carmen Weiler (56"89) Carles Coll (57"21) Mario Mollá (49"36) María Daza (53"32)                                                      | 3'36"78      | Q    |
| 8    | 4        | 6      | Italia                        | Lorenzo Mora (50"67) Ludovico Viberti (57"51) Elena Capretta (57"06) Sofia Morini (52"02)                                             | 3'37"26      | Q    |
| 9    | 5        | 6      | Giappone                      | Masaki Yura (51"23) Taku Taniguchi (56"44) Mizuki Hirai (56"07) Yume Jinno (53"62)                                                    | 3'37"36      |      |
| 10   | 5        | 7      | Sudafrica                     | Ruard van Renen (50"07) Rebecca Meder (1'04"81) Chad le Clos (49"57) Caitlin de Lange (53"26)                                         | 3'37"71      |      |
| 11   | 4        | 2      | Polonia                       | Kacper Stokowski (49"78) Dominika Sztandera (1'04"38) Jakub Majerski (50"08) Kornelia Fiedkiewicz (53"52)                             | 3'37"76      |      |
| 12   | 5        | 2      | Svezia                        | Samuel Törnqvist (51"05) Daniel Kertes (57"95) Sara Junevik (56"48) Sofia Åstedt (52"67)                                              | 3'38"15      |      |
| 13   | 4        | 4      | Cina                          | Wang Gukailai (50"91) Yu Zongda (58"22) Chen Luying (56"88) Luo Mingyu (53"09)                                                        | 3'39"10      |      |
| 14   | 4        | 7      | Ungheria                      | Ádám Jászó (51"84) Henrietta Fángli (1'05"41) Panna Ugrai (57"09) Boldizsár Magda (47"24)                                             | 3'41"58      |      |
| 15   | 4        | 8      | Hong Kong                     | Hayden Kwan (52"14) Adam Mak (58"38) Yeung Hoi Ching (58"16) Li Sum Yiu (53"69)                                                       | 3'42"37      |      |
| 16   | 5        | 8      | Kazakistan                    | Xeniya Ignatova (59"34) Arsen Kozhakhmetov (58"00) Adilbek Mussin (50"15) Sofia Spodarenko (55"32)                                    | 3'42"81      |      |
| 17   | 3        | 5      | Slovacchia                    | Martin Perečinský (52"71) Andrea Podmaníková (1'06"78) Tamara Potocká (56"76) Jakub Poliačik (48"30)                                  | 3'44"55      |      |
| 18   | 4        | 1      | Nuova Zelanda                 | Cooper Morley (51.76) Brearna Crawford (1'07"70) Ben Littlejohn (52"14) Zoe Pedersen (53"40)                                          | 3'45"00      |      |
| 19   | 1        | 6      | Islanda                       | Guðmundur Leo Rafnsson (53"14) Einar Margeir Ágústsson (57"95) Jóhanna Elín Guðmundsdóttir (1'00"90) Snæfríður Jórunnardóttir (53"02) | 3'45"01      |      |
| 20   | 3        | 6      | Perù                          | Alexia Sotomayor (1'00"74) Anthony Puertas (1'02"00) Diego Balbi (51"80) Rafaela Fernandini (55"41)                                   | 3'49"95      |      |
| 21   | 3        | 7      | Rep. Dominicana               | Elizabeth Jiménez (1'01"19) Josué Domínguez (59"17) Javier Núñez (52"97) Darielys Ortiz (58"28)                                       | 3'51"61      |      |
| 22   | 3        | 2      | Namibia                       | Jessica Humphrey (1'01"56) Ronan Wantenaar (59"77) Oliver Durand (54"61) Molina Smalley (58"84)                                       | 3'54"78      |      |
| 23   | 2        | 3      | Kirghizistan                  | Elizaveta Pecherskikh (1'03"66) Denis Petrashov (57"38) Daniil Mistriukov (58"80) Aiymkyz Aidaralieva (59"18)                         | 3'59"02      |      |
| 24   | 2        | 6      | Kenya                         | Imara Thorpe (1'03"55) Haniel Kudwoli (1'02"34) Stephen Nyoike (57"41) Sara Mose (56"24)                                              | 3'59"54      |      |
| 25   | 2        | 8      | Moldavia                      | Natalia Zaiteva (1'04"01) Constantin Malachi (1'00"82) Anastasia Basisto (1'04"03) Chirill Chirsanov (52"29)                          | 4'01"15      |      |
| 26   | 2        | 1      | Giordania                     | Adnan Al-Abdallat (59"44) Amro Al-Wir (59"91) Tara Al-Oul (1'05"65) Karin Belbeisi (1'00"75)                                          | 4'05"75      |      |
| 27   | 1        | 2      | Uganda                        | Kirabo Namutebi (1'07"61) Tendo Mukalazi (1'04"06) Tendo Kaumi (59"94) Gloria Anna Muzito (54"59)                                     | 4'06"20      |      |
| 28   | 2        | 7      | Corea del Nord                | Kim Sol-song (1'08"84) Kim Won-ju (1'05"15) Kim Ryong-hyon (56"41) Pak Mi-song (57"20)                                                | 4'07"60      |      |
| 29   | 3        | 8      | Madagascar                    | Idealy Tendrinavalona (1'05"05) Jonathan Raharvel (1'02"27) Baritiana Andriampenomanana (1'01"37) Antsa Rabejaona (59"00)             | 4'07"69      |      |
| 30   | 1        | 7      | Samoa                         | Kaiya Brown (1'09"92) Kokoro Frost (1'07"96) Paige Schendelaar-Kemp (1'01"91) Hector Langkilde (49"70)                                | 4'09"49      |      |
| 31   | 2        | 4      | Isole Marianne Settentrionali | Piper Raho (1'09"54) Kouki Cerezo Watanabe (1'05"67) Taiyo Akimaru (59"22) Maria Batallones (1'02"63)                                 | 4'17"06      |      |
| 32   | 2        | 2      | Maldive                       | Mohamed Rihan Shiham (1'03"27) Hamna Ahmed (1'24"36) Meral Ayn Latheef (1'12"29) Mohamed Aan Hussain (52"13)                          | 4'32"05      |      |
| DSQ  | 1        | 3      | NAA                           | Anastasija Škurdaj (57"60) Il'ja Šymanovič (57"69) Anastasiya Kuliashova (56"64) Grigori Pekarski                                     | Squalificati |      |
| DSQ  | 3        | 1      | Guatemala                     | Melissa Diego (1'02"17) Nicole Mack Erick Gordillo Miguel Vásquez                                                                     | Squalificati |      |
| DNS  | 3        | 3      | Finlandia                     | Ronny Brännkärr Davin Lindholm Laura Lahtinen Fanny Teijonsalo                                                                        | Non partiti  |      |

### Finale
| Pos.    | Corsia | Nazione       | Atleta                                                                                       | Tempo   | Note |
| ------- | ------ | ------------- | -------------------------------------------------------------------------------------------- | ------- | ---- |
| Oro     | 7      | NAB           | Miron Lifincev (48"90) Kirill Prigoda (54"86) Arina Surkova (55"63) Daria Klepikova (51"08)  | 3'30.47 |      |
| Argento | 4      | Stati Uniti   | Regan Smith (54"19) Lilly King (1'03"05) Dare Rose (48"68) Jack Alexy (44"63)                | 3'30"55 |      |
| Bronzo  | 6      | Canada        | Ingrid Wilm (55"82) Finlay Knox (56"39) Ilya Kharun (48"27) Mary-Sophie Harvey (51"49)       | 3'31"97 |      |
| 4       | 5      | Australia     | Iona Anderson (55"89) Joshua Yong (56"40) Matthew Temple (48"63) Milla Jansen (51"91)        | 3'32"83 |      |
| 5       | 2      | Gran Bretagna | Oliver Morgan (50"53) Angharad Evans (1'03"44) Joshua Gammon (50"00) Eva Okaro (51"49)       | 3'35"46 |      |
| 6       | 1      | Spagna        | Carmen Weiler (56"97) Carles Coll (56"63) Mario Mollá (49"19) María Daza (52"73)             | 3'35"52 |      |
| 7       | 8      | Italia        | Lorenzo Mora (50"11) Ludovico Viberti (57"08) Elena Capretta (56"77) Sara Curtis (51"58)     | 3'35"54 |      |
| 8       | 3      | Paesi Bassi   | Maaike de Waard (57"14) Caspar Corbeau (56"47) Nyls Korstanje (49"83) Milou van Wijk (52"60) | 3'36"04 |      |